# Ka-26 (航空機)
Ka-26
肥料散布中のKa-26
- 用途：農業、輸送
- 設計者：カモフ設計局
- 製造者：カモフ設計局
- 初飛行：1965年8月15日
- 生産数：850[1]
- 生産開始：1965年[1]
- 運用開始：1970年[1]
- 運用状況：現役

Ka-26（Ка-26）は、ソビエト連邦のカモフ設計局が開発したヘリコプター。二重反転ローターを有する双発ピストンエンジンの機体で、後年発展型としてエンジンをターボシャフトエンジンとした双発機Ka-226と単発機Ka-126が製造された。NATOコードネームはフードラム（Hoodlum、ちんぴら）。

## 開発
1964年1月、小型双発ヘリコプターの開発が開始された。農業型と輸送型が開発されることになり、1965年8月15日には初飛行した。1965年秋にはモスクワの航空ショーで公開され、
1966年には国際農業機械博覧会（International Agricultural Equipment and Machinery Exhibition）で金賞を受賞、1967年のパリ航空ショーでも展示された。本格的な運用は1970年代に入ってからとなった。
1968年から1979年まで生産され、後継機としては1986年に初飛行したKa-126（不採用）を経て、1990年代に開発されたKa-226が生産されている。

## 構造
二重反転式ローターを、胴体上部両側面のスタブウイング先端にポッド式で取り付けた2基のヴェデネーエフ M-14V-26ピストンエンジンで駆動する。機体はモジュール式となっており、コクピットのある機首の後方に各種のモジュールを組み込む形式であった。テイルローターを使用しないテイルブームには、水平尾翼と垂直尾翼を有する。

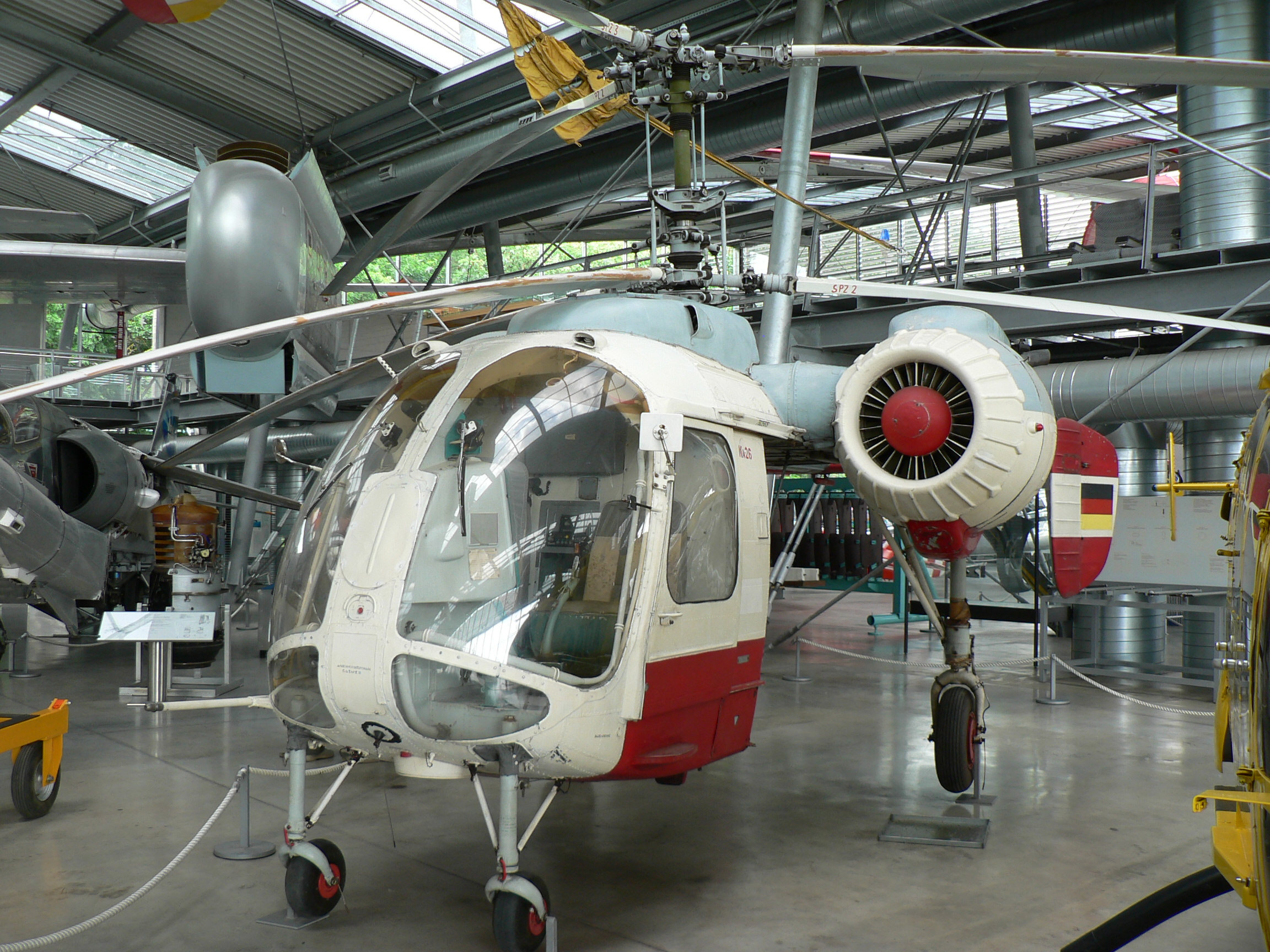
機首後方のモジュールのないKa-26
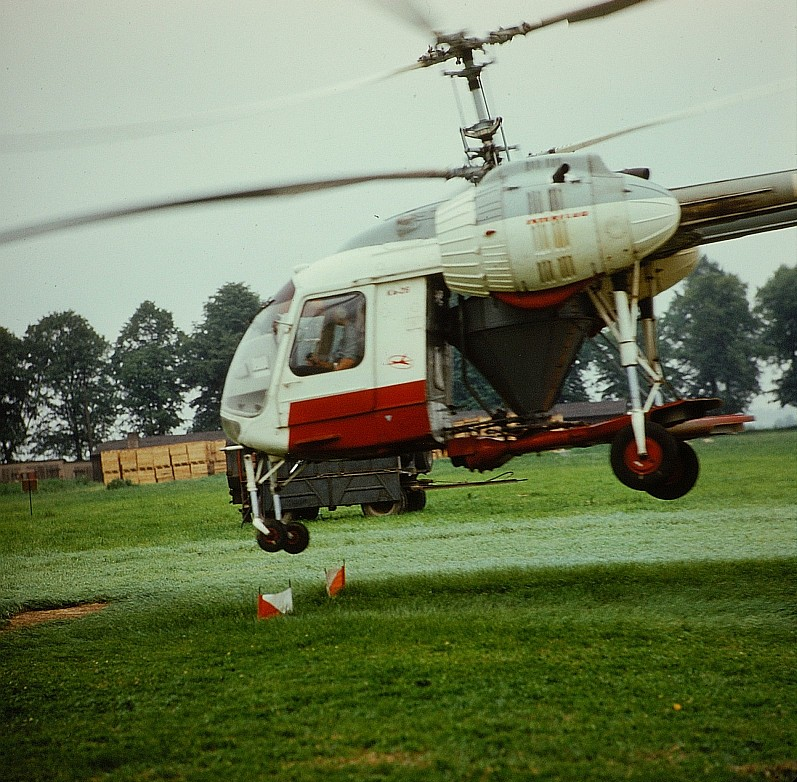
肥料散布ユニットを組み込んだKa-26
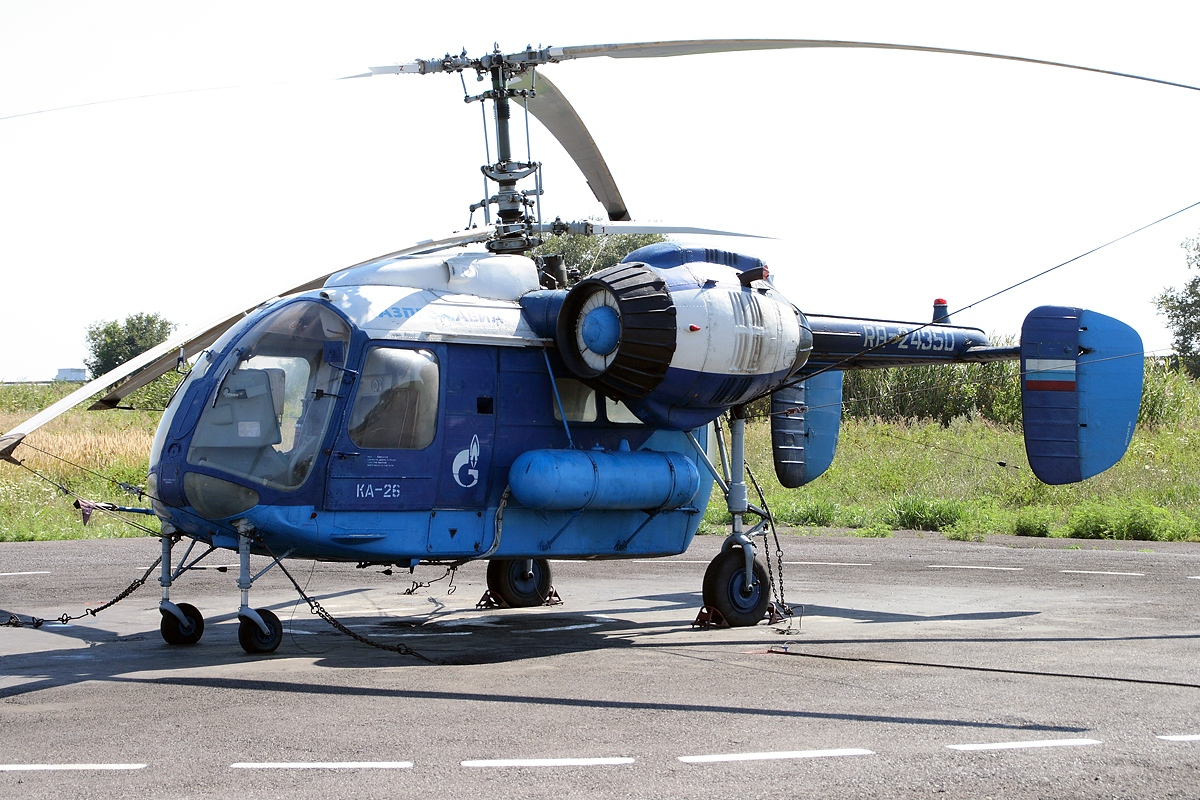
乗客用モジュールを組み込んだガスプロムアビアのKa-26

ガラス張りの機首にはパイロットが搭乗し、降着装置は機首とスタブウイング下方に固定されている。テイルブームにプラスチックを使用するなど構造材に占めるプラスチックの比率が約30%に達し、GRPを使用して25kgと軽量化されたローターを採用したソビエト連邦の機体であった。
5つの世界記録を樹立し、その中には1700kg以上3000kg以下の分野での上昇高度5330mや上昇率51秒/3000mも含まれている。

## 運用
当時のソビエト連邦製ヘリコプターとしては例外的に西側諸国でも導入され、FAAの認証を取得した唯一のヘリコプターでもあった。
モジュールを組み替えることで多種の用途に適用する事が可能であり、農業、救急、救難、輸送、旅客、練習などに幅広く用いられた。
1970年代に広く導入された農業型はKa-15の後継機であり、搭載量が3倍に及ぶものであった。モジュールとしては、農薬散布機、噴霧器、播種機等が用いられた。
乗客用モジュールを組み込んだ場合の定員は7名。6人乗りのモジュールと機首の副操縦席を使用するものである。
輸送機としては、輸送用モジュールを組み込むか、フックを使用して吊り下げることで運用された。
救急搬送用ユニットを組み込んだ場合、担架2台、座席2席に加えて担当者が搭乗可能であった。沿岸部で救難用としても用いられ、降着装置として膨張式のフロートが追加された他、フックによる救命ボートの牽引もテストされた。
小型であることから漁船や砕氷船などへの搭乗も考慮され、魚群観測機としての運用試験が行われたり、森林火災への消火隊員派遣、凍結した河川表面の破壊等の任務にも用いられた。
主に民間向けの機体であるが軍用機としても採用され、ハンガリーやブルガリアでは輸送機や偵察機として用いられた。

### 運用国
- ソビエト連邦
- 日本
- ドイツ
  -  西ドイツ
  -  東ドイツ
- ルーマニア社会主義共和国
- フランス
- スウェーデン
- ハンガリー
- ブルガリア
- スリランカ
- アメリカ合衆国

## 要目
出典: Jane's All The World's Aircraft 1982-83
諸元
- 乗員: 1
- 定員: 2+（モジュールに依存）
- ペイロード: 900kg
- 全長: 7.75m
- 全高: 4.04m
- ローター直径: 13m
- 翼型: 二重反転式ローター
- 空虚重量: 1,950kg+（モジュールに依存）
- 運用時重量: 3,076kg（旅客）、2,980kg（農業）
- 最大離陸重量: 3,250kg
- 動力: ヴェデネーエフ M-14V-26 ピストンエンジン、242.5kW    × 2

性能
- 最大速度: 170km/h
- 巡航速度: 150km/h（最高）、90 - 110km/h（通常）
- フェリー飛行時航続距離: 1,200km
- 航続距離: 400km  巡航時間3時間42分
- 実用上昇限度: 3,000m